# Sentier de grande randonnée 67
Le sentier de grande randonnée 67 (GR 67) également désigné Tour du Pays cévenol se situe dans les Cévennes dont il effectue le tour en franchissant deux départements : le Gard et la Lozère. A l'ouest d'Alès, il traverse le Parc national des Cévennes.

## Présentation
Le trajet de 121 km  peut être parcouru en 5 ou 6 jours. Ce circuit pédestre est jalonné de nombreux gîtes d'étape distants de 25 à 35 km les uns des autres.
En raison de ses relatives facilités d'accès, la ville d'Anduze constitue le point usuel de départ et d'arrivée de ce sentier en boucle Cette commune s'avère par ailleurs être le point le plus bas du parcours, En longeant crêtes et drailles le tour s'effectue presque intégralement à des altitudes situées entre environ 600 et 1 100 m.
La randonnée VTT est tolérée sur ce GR.
Une réédition, par la Fédération française de la randonnée pédestre, du Topo-guide concernant ce GR demeure à l'étude en 2022.

### Liaisons avec d'autres sentiers
Le GR 67 partage partiellement les tracés respectifs du GR 6 et du GR 7.
Dans le sens horaire de rotation, l'itinéraire relie successivement :

### Dans leGard
Anduze
 Monoblet
 Saint-Félix-de-Pallières
 Col du Rédares
  Colognac
  Les Plantiers
 Le Camp Barrat
 Col de l'Asclier
 Col de l'Homme Mort
 Aire de la Côte
 L'hospitalet

### Dans laLozère
Col des Faïsses
  Barre-des-Cévennes
   Col du Plan de Fontmort
 Col des Laupies
 Montagne des Ayres
 Le Pradel ou Le Parédédis (selon variante)
 Canteloup
 Pierre de la Vieille

### Dans leGard
Col d'Uglas
 Aigladine
   Mialet
  Mas Soubeyran
 La Bambouseraie en Cévennes
        Anduze

## Galerie de photos

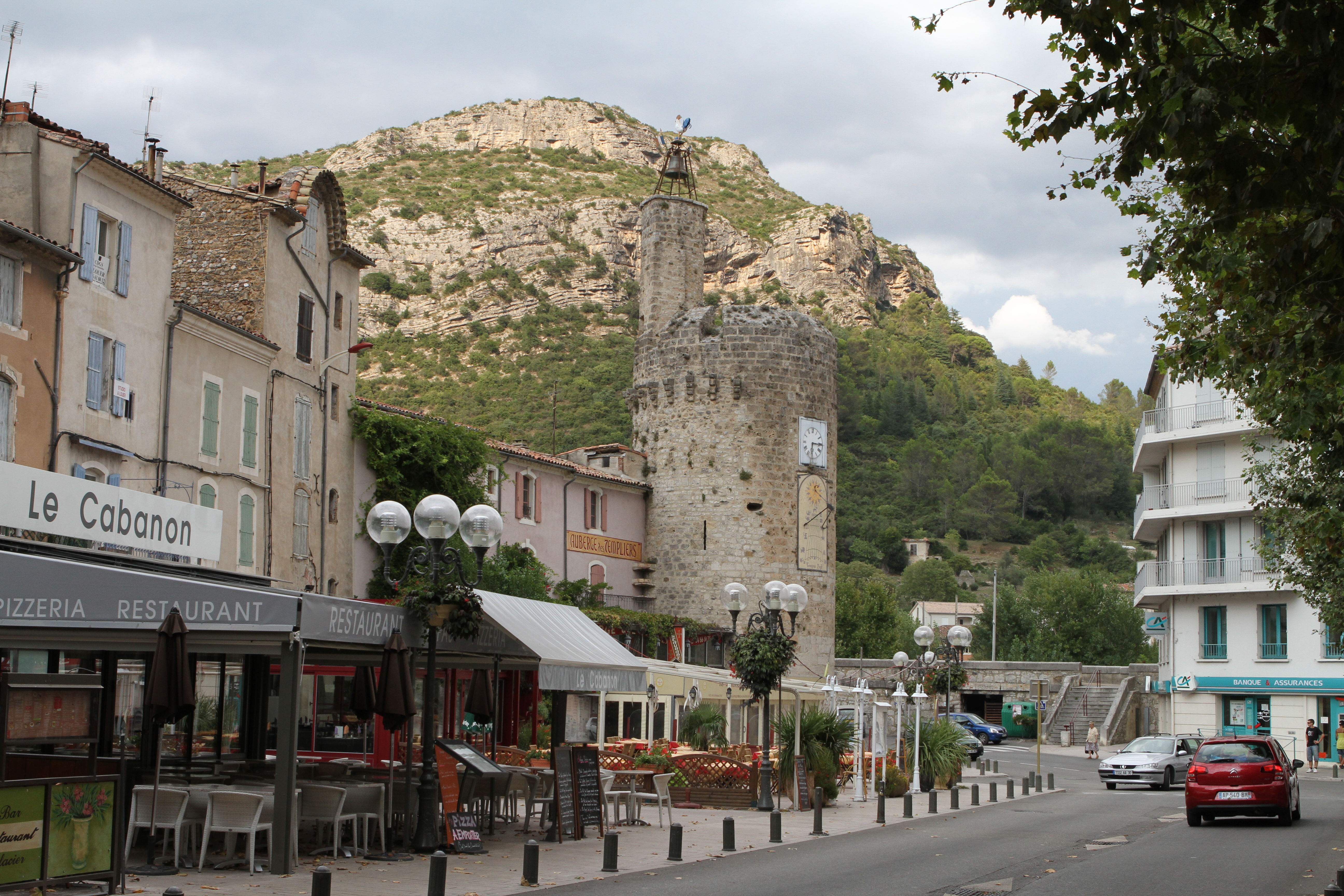
Anduze et sa tour de l'horloge.
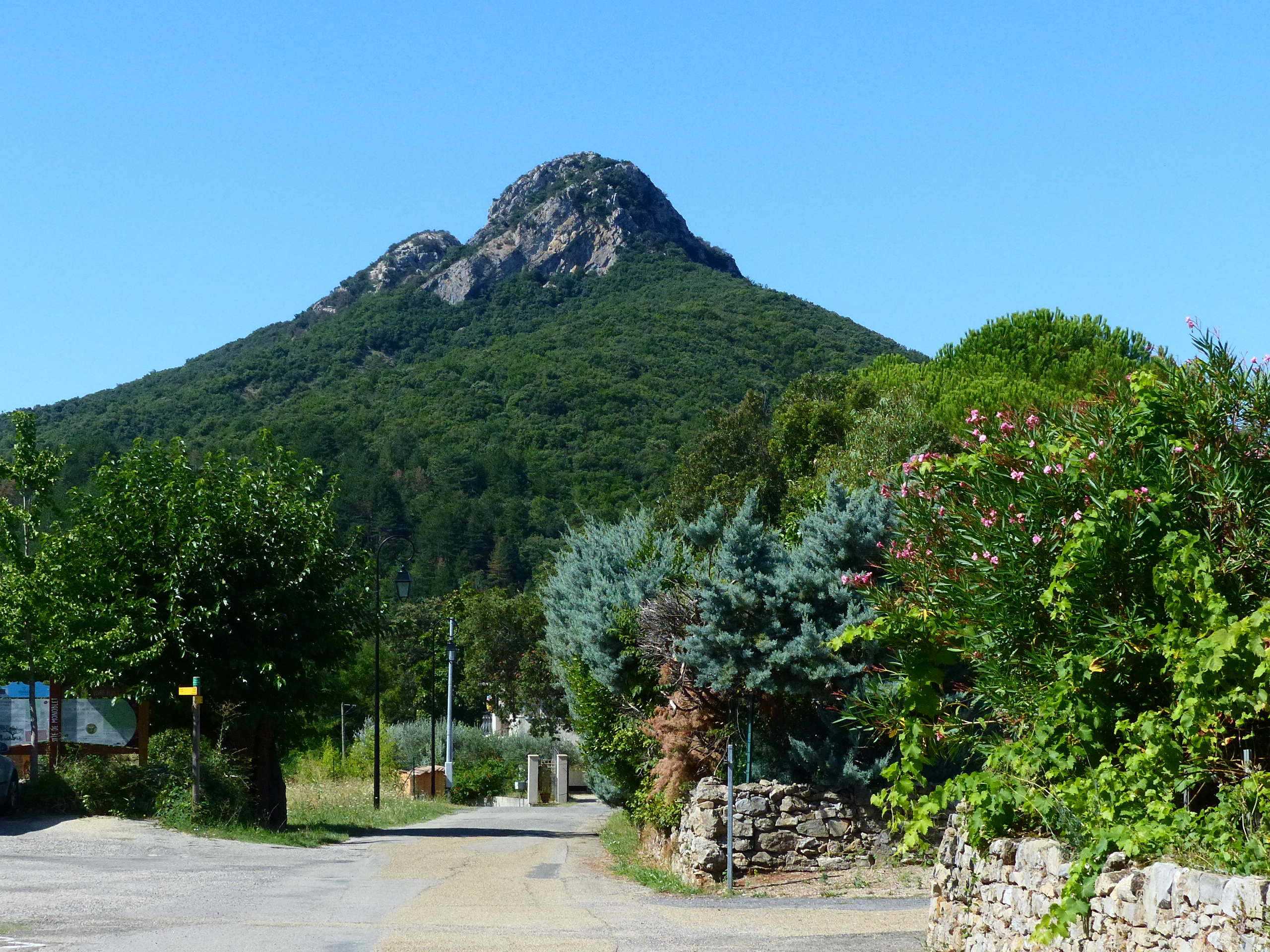
Les jumelles de Monoblet : Rouquette et St-Chamand.
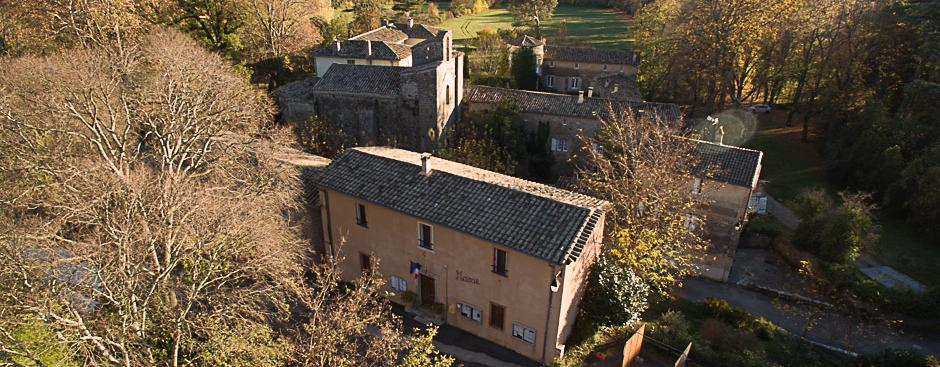
Cœur du village de St-Félix-de-Pallières.
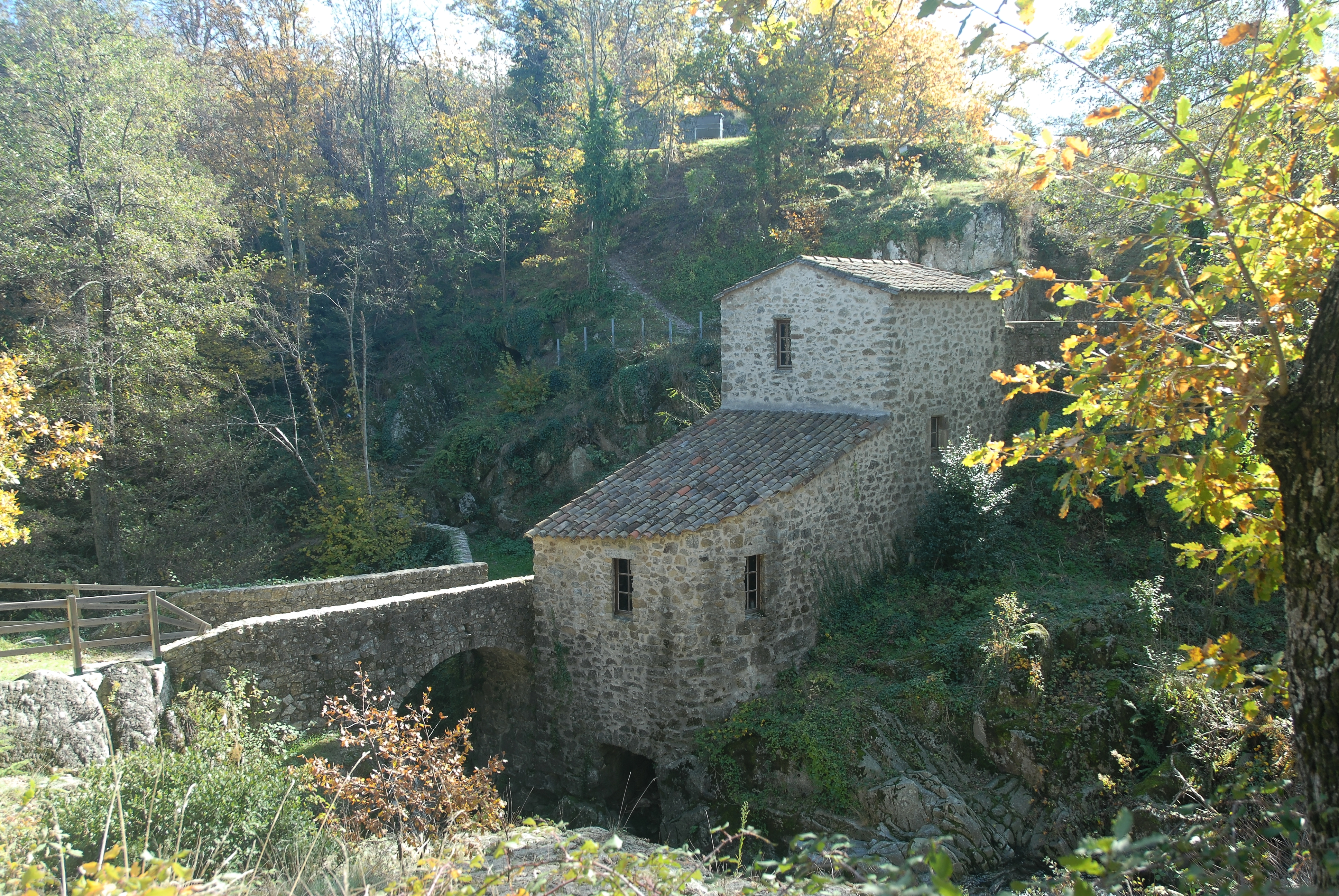
Moulin de Mouleyrette à Colognac.
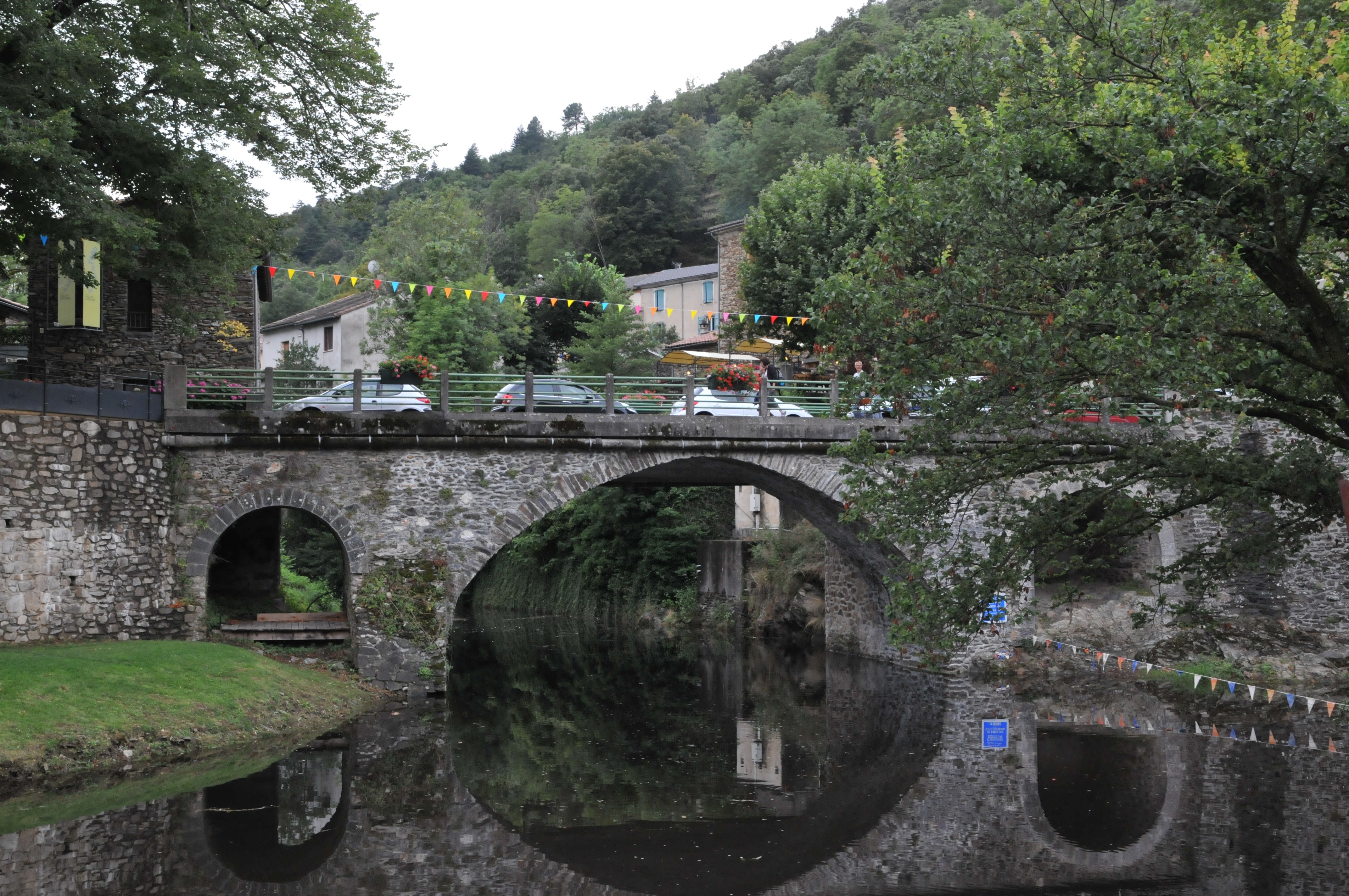
Le pont des Plantiers.
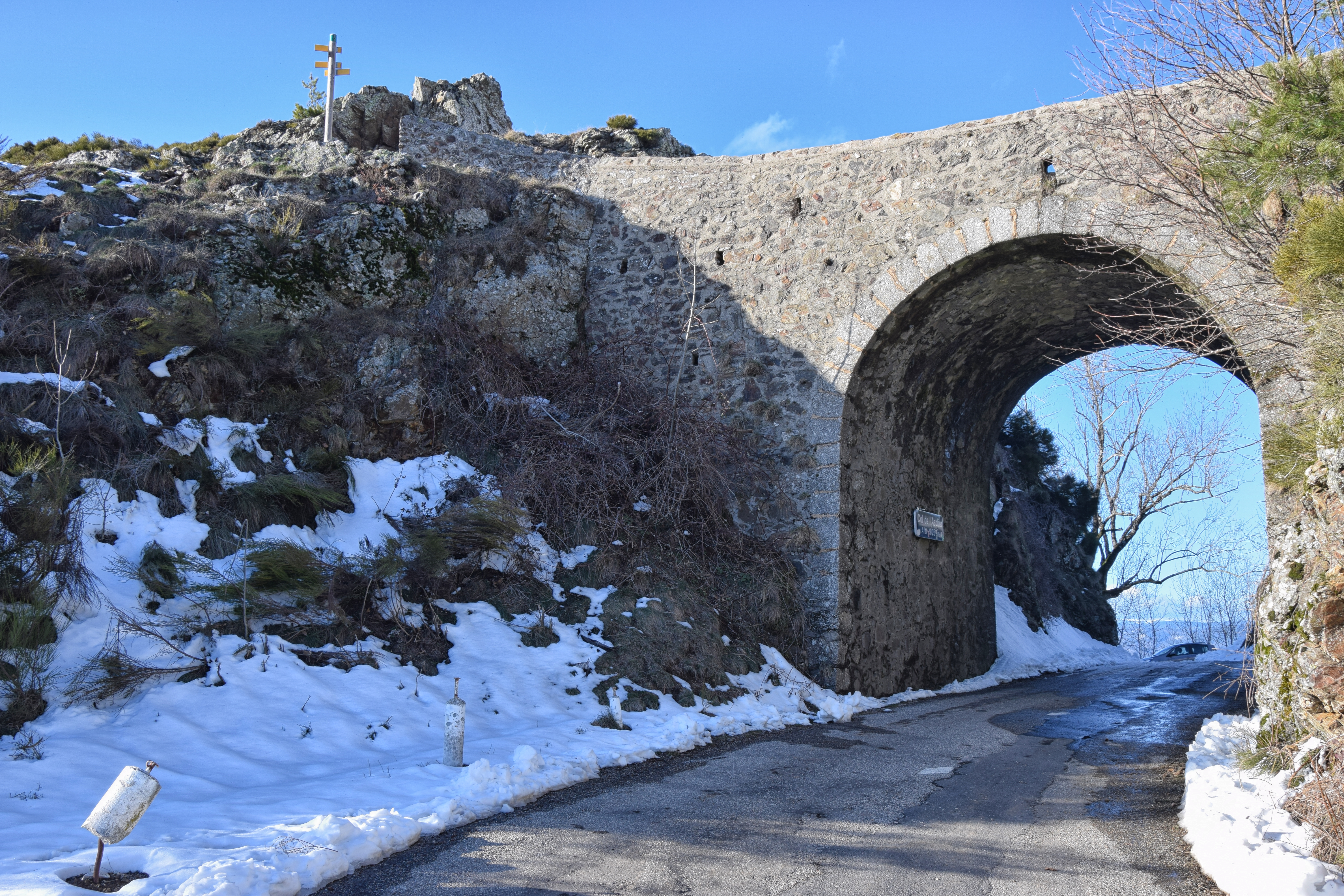
Le pont moutonnier du col de l'Asclier emprunté par les GR 6, 7 et 67.
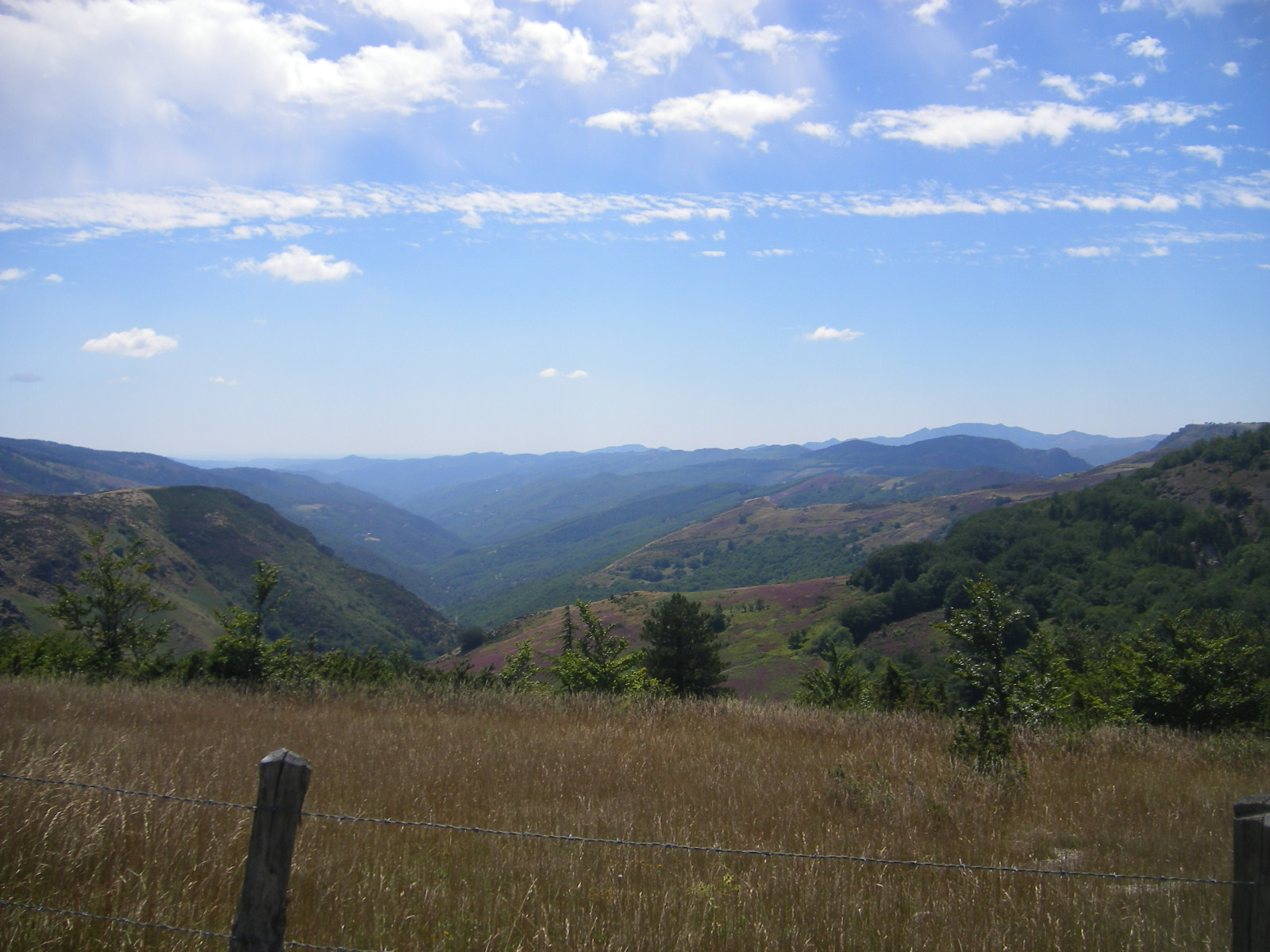
Vue sur les Cévennes depuis le col des Faïsses.
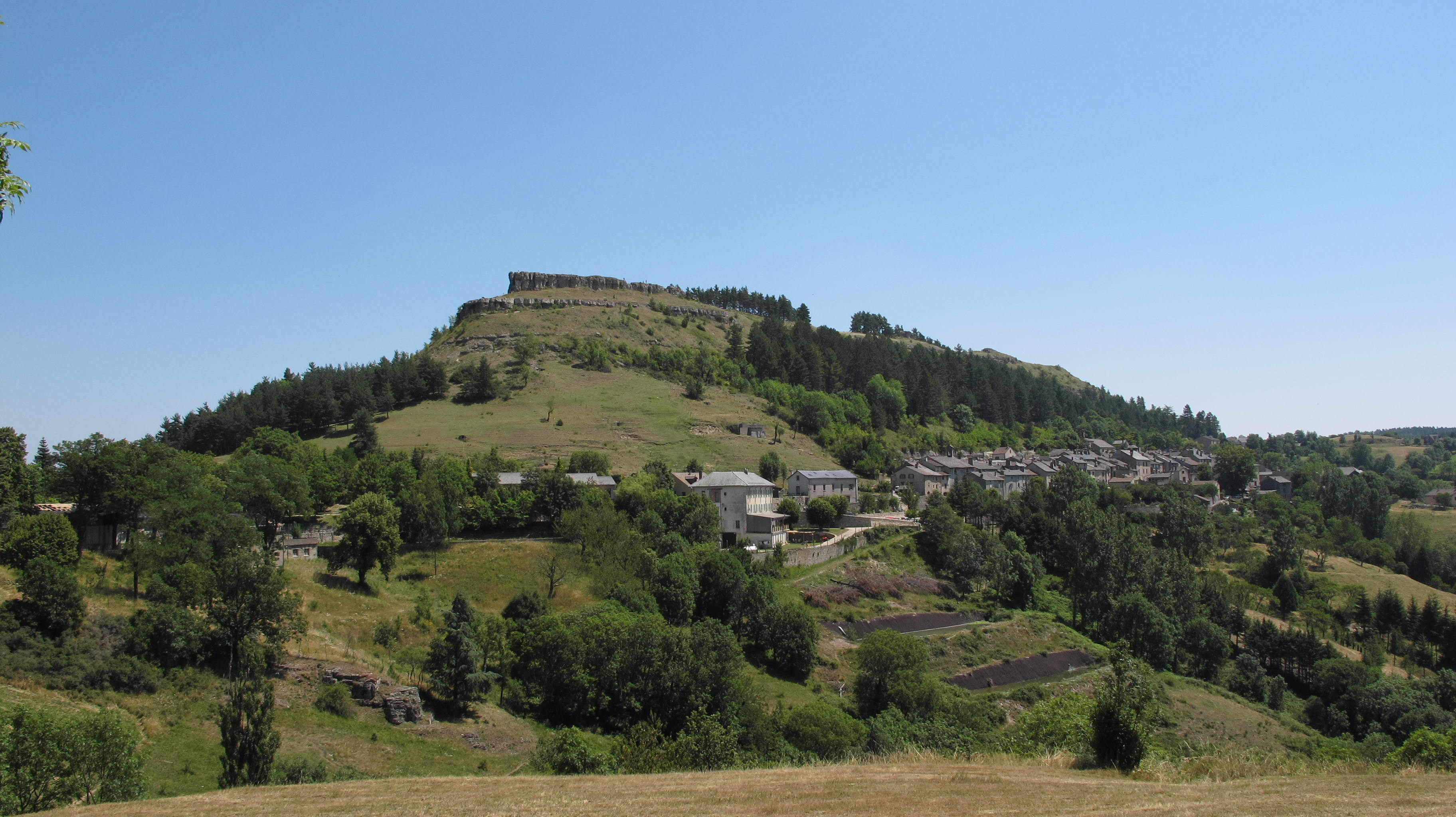
Vue sur le village de Barre-des-Cévennes.
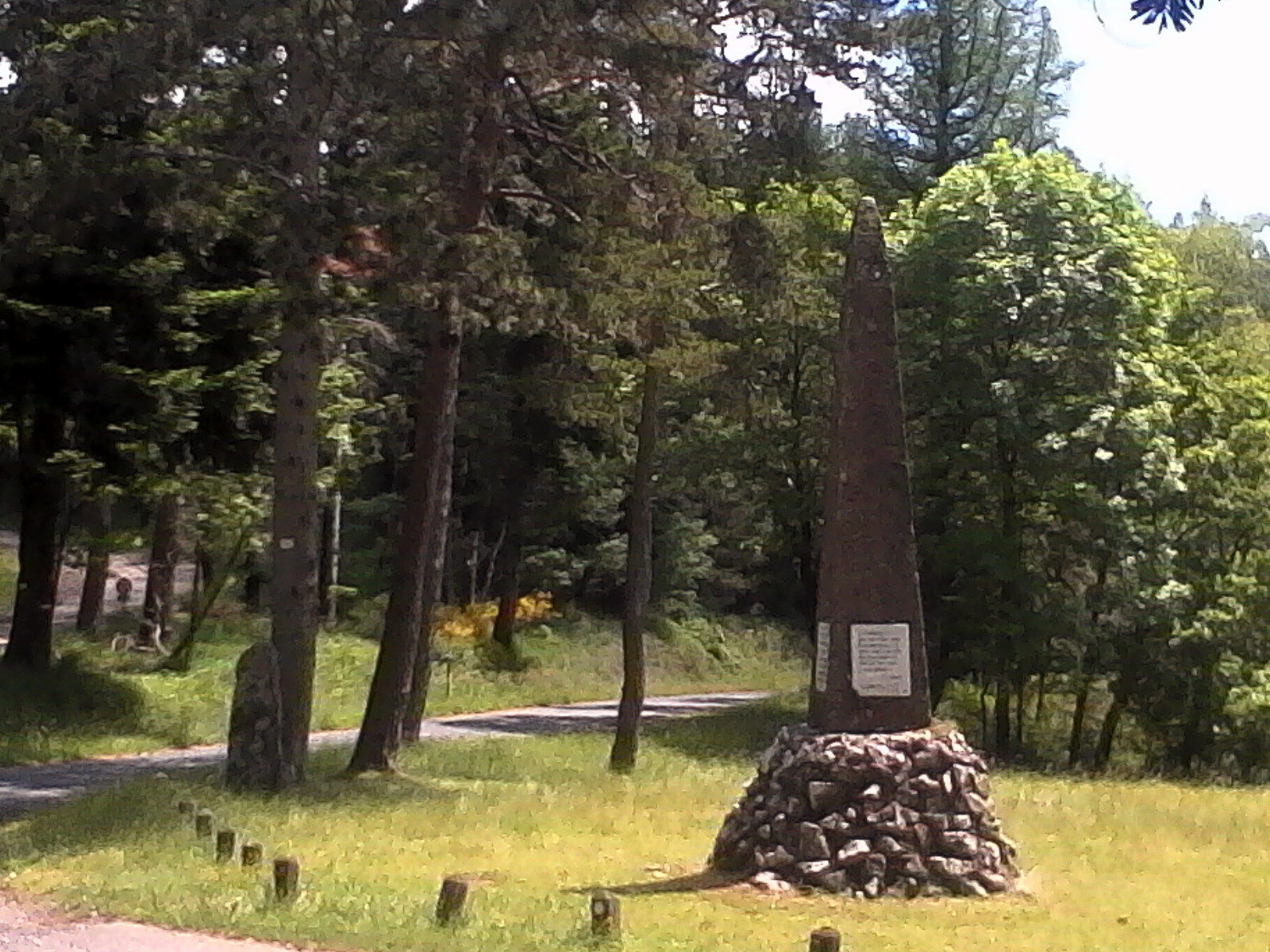
Col du Plan de Fontmort.
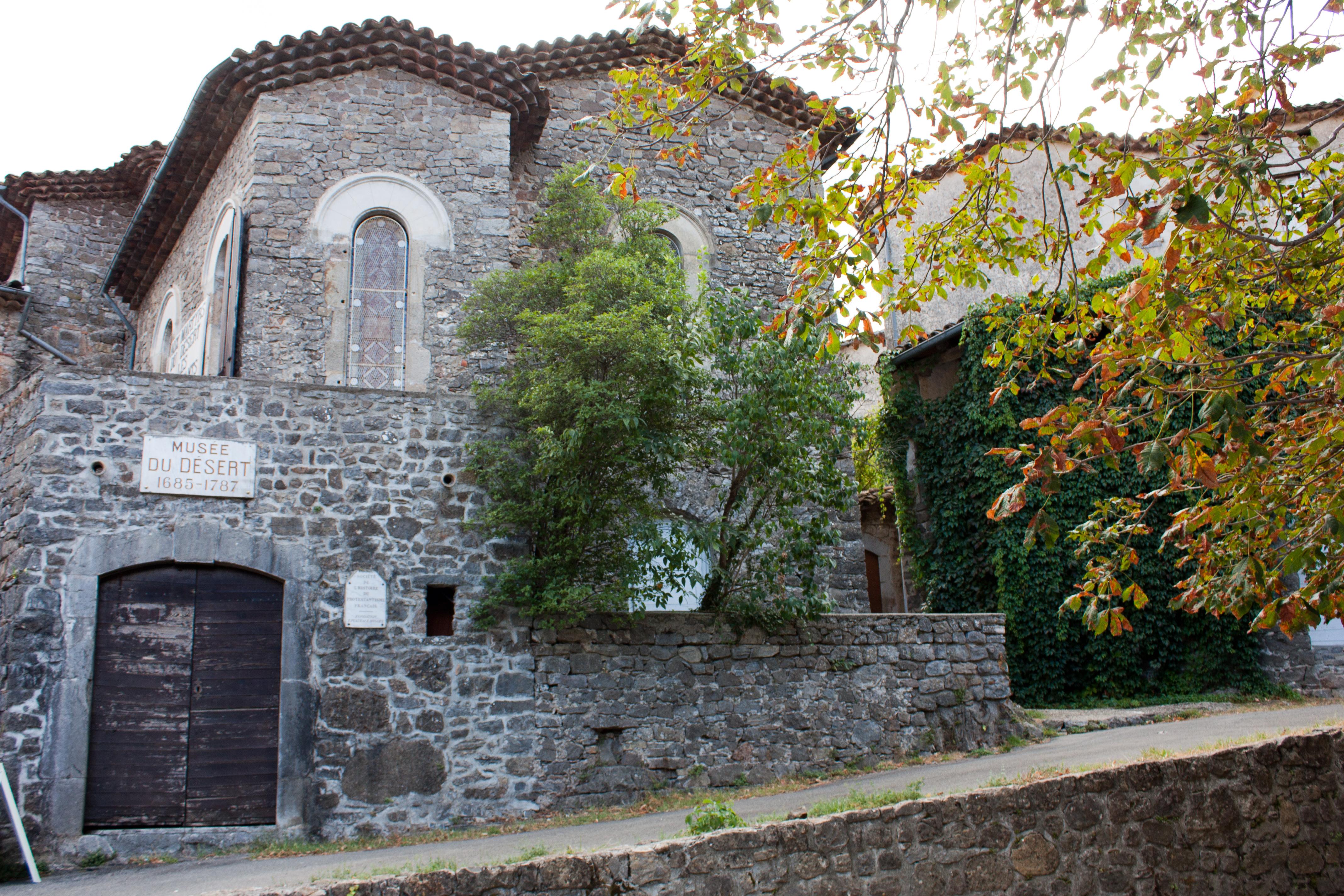
Le Musée du Désert au Mas Soubeyran.
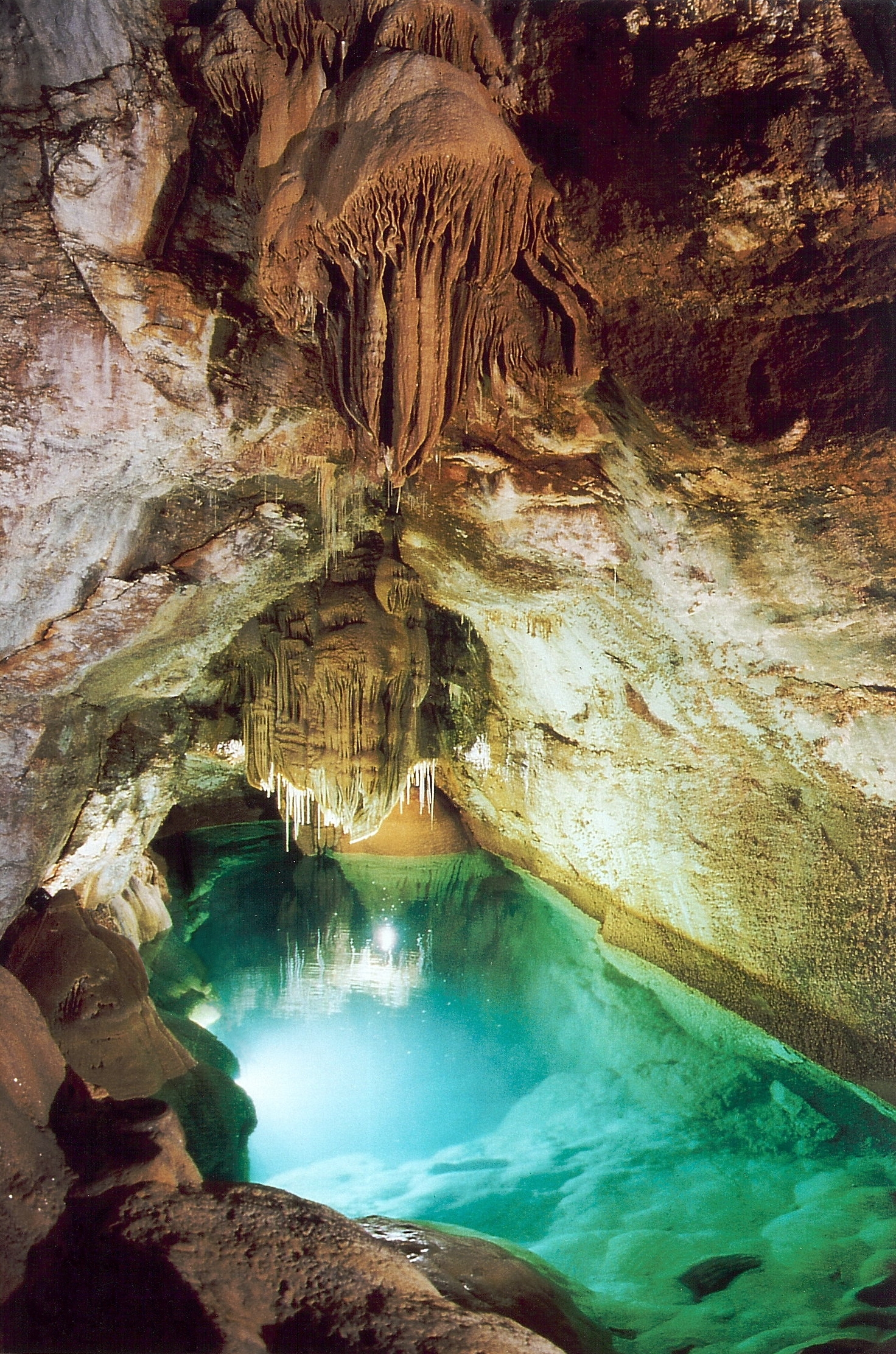
Grotte de Trabuc à Mialet.
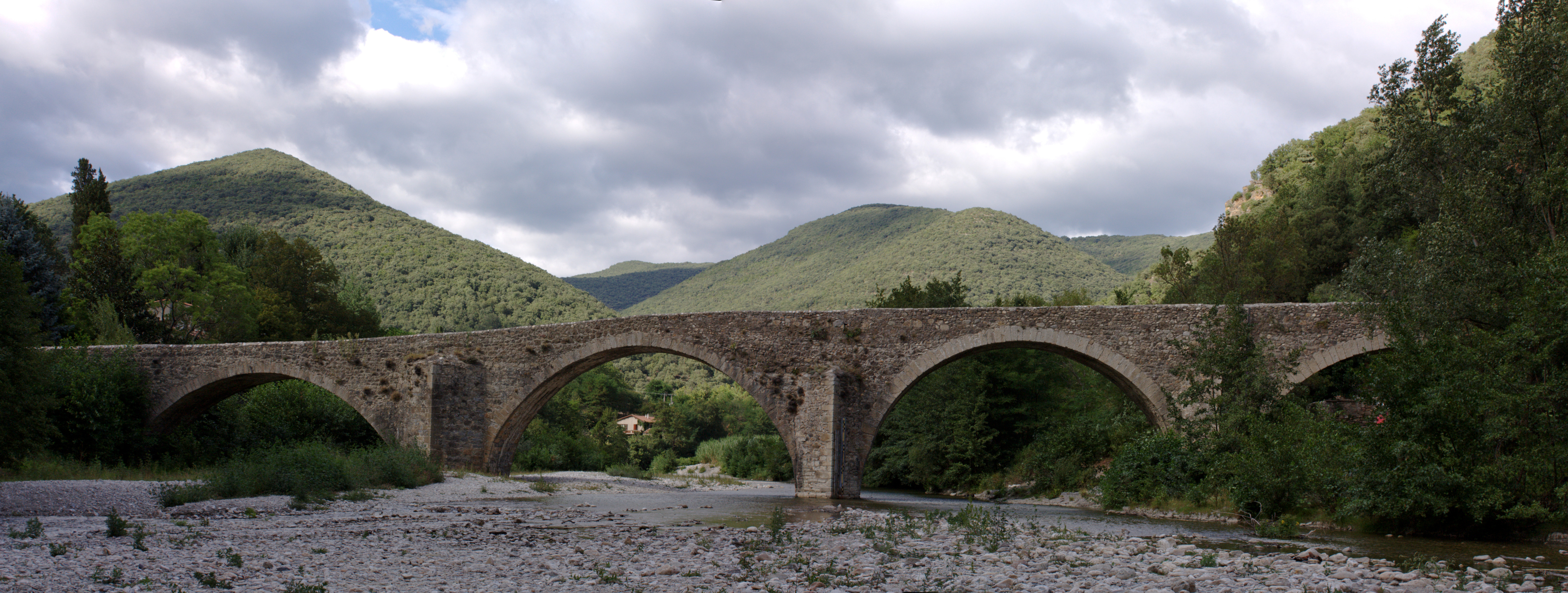
Pont des Camisards de Mialet.
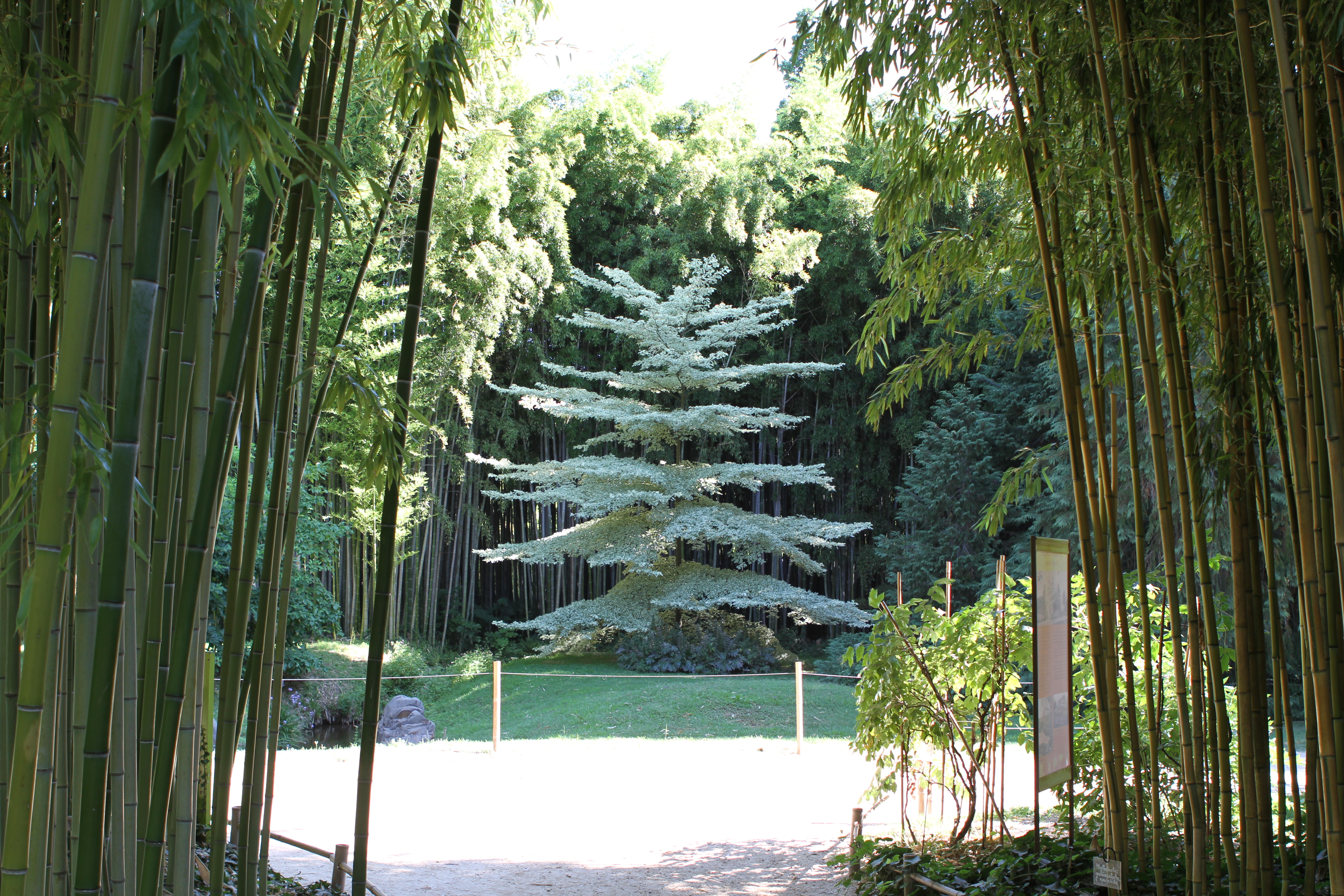
Bambouseraie de Prafrance.
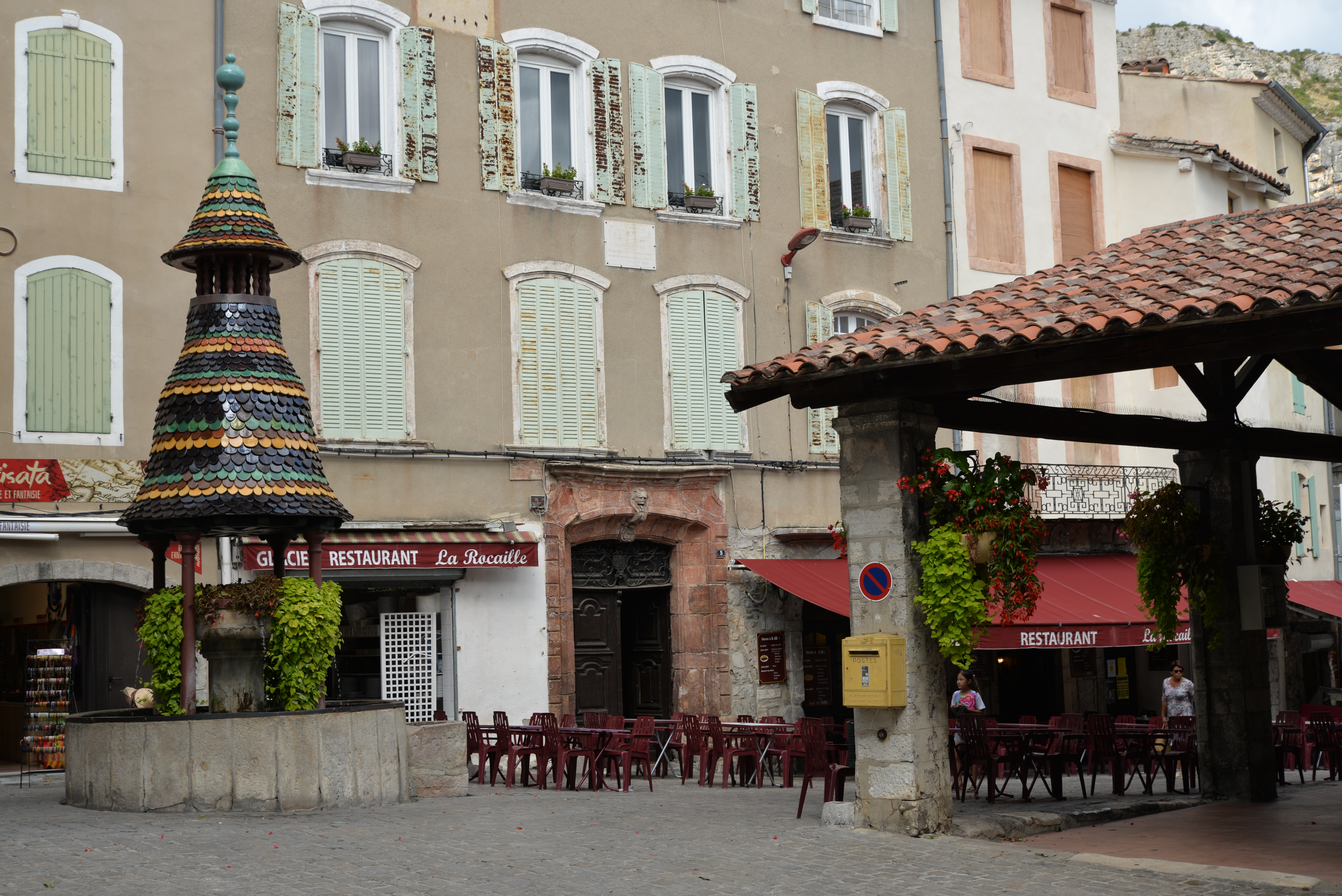
Halle et fontaine couvertes d'Anduze.